# Journal of Organizational Behavior
Das Journal of Organizational Behavior (J Org Behav) ist ein amerikanisches per Peer-Review erstelltes wissenschaftliches Magazin für die Veröffentlichung von Forschungsergebnissen, theoretischen Betrachtungen und Kritiken wissenschaftlicher Berichte im Bereich des Organizational Behaviour. Das Magazin wird achtmal jährlich veröffentlicht.
Die erste Ausgabe wurde 1980 unter dem Titel Journal of Occupational Behavior veröffentlicht. Der Name wurde 1988 in "Journal of Organizational Behavior" geändert.

## Einfluss und Wirkung des Journals
Der Einfluss des Journals wird durch die Consultancy "Red Jasper" auf Rang 5 von 72 Fachzeitschriften im Bereich Psychologie bewertet. Die Bewertung basiert auf einem „Einflussfaktor“. Nach dem ISI Impact Factor, der auf der Anzahl der zitierten Artikel aus den zwei vorhergehenden Jahren in allen veröffentlichten Artikeln eines Jahres basiert, wird das Journal mit 2.986 (2015) geführt.